# Peperomia garcia-barrigana
Peperomia garcia-barrigana är en pepparväxtart som beskrevs av Trel. & Yunck.. Peperomia garcia-barrigana ingår i släktet peperomior, och familjen pepparväxter. Inga underarter finns listade i Catalogue of Life.